# Carver Mead

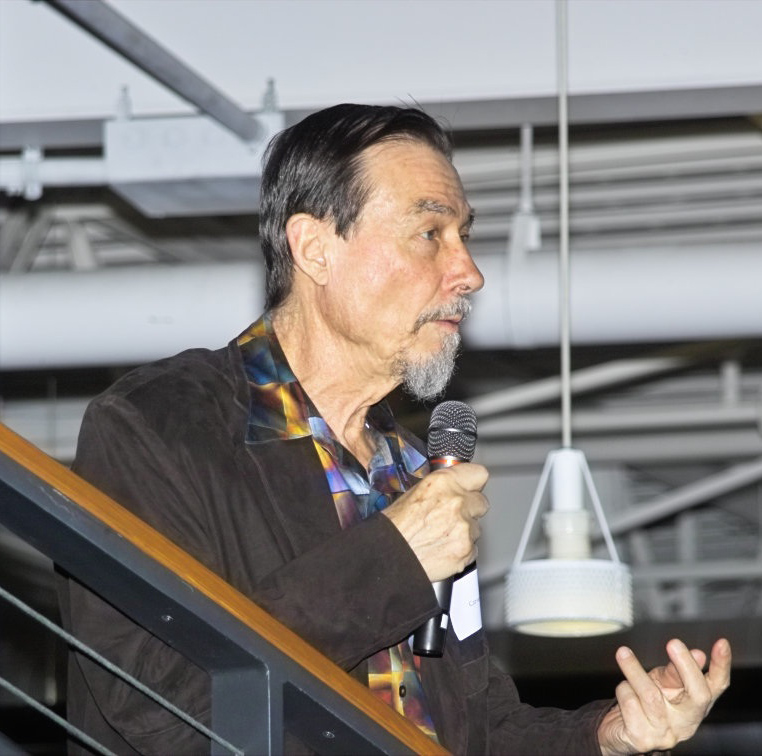
Carver Mead, 2005

Carver Andress Mead (ur. 1 maja 1934 w Bakersfield, Kalifornia) – specjalista nauk komputerowych, profesor emeritus California Institute of Technology (Caltech).

## Życiorys
Mead studiował inżynierię elektryczną w Caltech, otrzymując w 1956 r. stopień bakałarza, w 1957 r. magisterium i w 1959 r. doktorat.
W 1980 r. napisał wspólnie z Lynn Conway fundamentalną pracę Introduction to VLSI systems dotyczącą układów o bardzo wielkiej skali integracji (VLSI), która stała się podstawowym podręcznikiem na wielu uczelniach świata.
W 1986 r. był współzałożycielem, razem z Federico Fagginem, firmy Synaptics.
Cytat: Listen to the technology; find out what it’s telling you. (Słuchaj techniki; dowiedz się, co ci chce powiedzieć).

## Wyróżnienia
- W 1981 Electronics Magazine nadał Meadowi i Conway doroczną Award for Achievement.
- W 1996 Mead został uhonorowany Phil Kaufman Award za wkład w projektowanie elektroniki.
- W 1999 otrzymał Lemelson-MIT Prize.
- W 2002 otrzymał National Medal of Technology oraz Computer History Museum Fellow Award, „za wkład w dziedzinie automatyki, metodologii i nauczanie projektowania układów scalonych”.
- W 2022 wyróżniony Nagrodą Kioto w dziedzinie zaawansowanych technologii[1].